# 1454 Kalevala
1454 Kalevala è un asteroide della fascia principale. Scoperto nel 1936, presenta un'orbita caratterizzata da un semiasse maggiore pari a 2,3636162 UA e da un'eccentricità di 0,1447682, inclinata di 5,09796° rispetto all'eclittica.
L'asteroide prende il nome dall'omonimo poema epico finlandese.